# 多纳蒂陨石坑
多纳蒂陨石坑（Donati）是位于月球正面中南高地区的一座撞击坑，约形成于45.5-39.2亿年前的前酒海纪，其名称取自意大利天文学家乔瓦尼·巴蒂斯塔·多纳蒂（Giovanni Battista Donati，1826年-1873年），1935年被国际天文学联合会批准接受。

## 描述

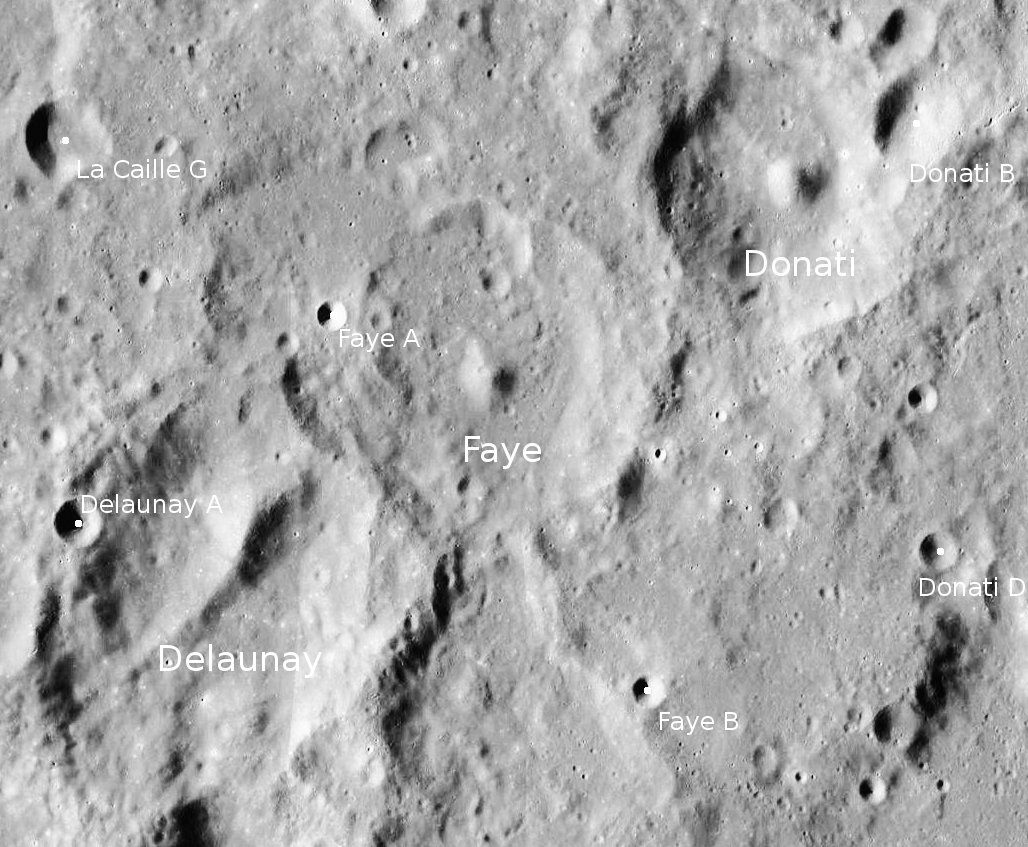
多纳蒂陨石坑的周边，月球勘测轨道飞行器拍摄。

该陨坑北面靠近艾里陨石坑、西南与大小类似的费伊陨石坑相距不到10公里，而普莱费尔陨石坑则位于它较远的东南面。该陨坑中心月面坐标为20°41′S 5°06′W / 20.69°S 5.1°W，直径35.84公里，深度约2.12公里。
多纳蒂陨石坑坑壁已被后续的撞击严重侵蚀，外观轮廓极为嶙峋参差，其东北侧覆盖了卫星坑“多纳蒂 B”、北侧则分布有一处宽阔的裂口，而南面和东侧基本已损毁。它的残壁最大高出周边地形980米，内部容积约805立方公里。坑内地表坎坷不平，分布有一些小撞击坑，坑底中心矗立着一座高约690米的中央峰，其顶部坐落了一座小坑。

## 卫星陨石坑
按惯例，最靠近多纳蒂陨石坑的卫星坑在月图上以字母标注在该坑中心点的旁边。

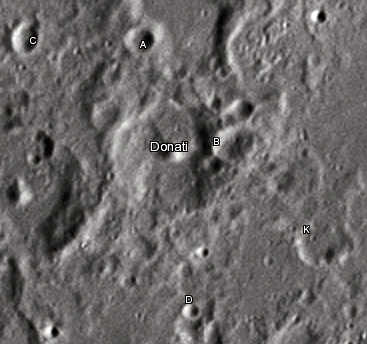
卫星坑图

| 多纳蒂 | 纬度    | 经度   | 直径    |
| ------ | ------- | ------ | ------- |
| A      | 19.6° S | 4.5° E | 9 公里  |
| B      | 20.4° S | 5.7° E | 11 公里 |
| C      | 19.9° S | 3.4° E | 8 公里  |
| D      | 22.1° S | 5.8° E | 5 公里  |
| K      | 21.1° S | 6.8° E | 13 公里 |